# کارینه هاروتیونیان
کارینه ویلیکی هاروتیونیان (ارمنی: Կարինե Վիլիկի Հարությունյան؛ زادهٔ ۲۴ ژانویهٔ ۱۹۶۳) فیزیک‌دان اهل ارمنستان است.

## زندگی‌نامه
وی در ۲۴ ژانویه ۱۹۶۳ در ایروان به دنیا آمد و از دانشگاه دولتی ایروان فارغ‌التحصیل گشت. وی برنده جوایزی همچون مدال موسس خورناتسی است.